# 傑洛·戴松布倫

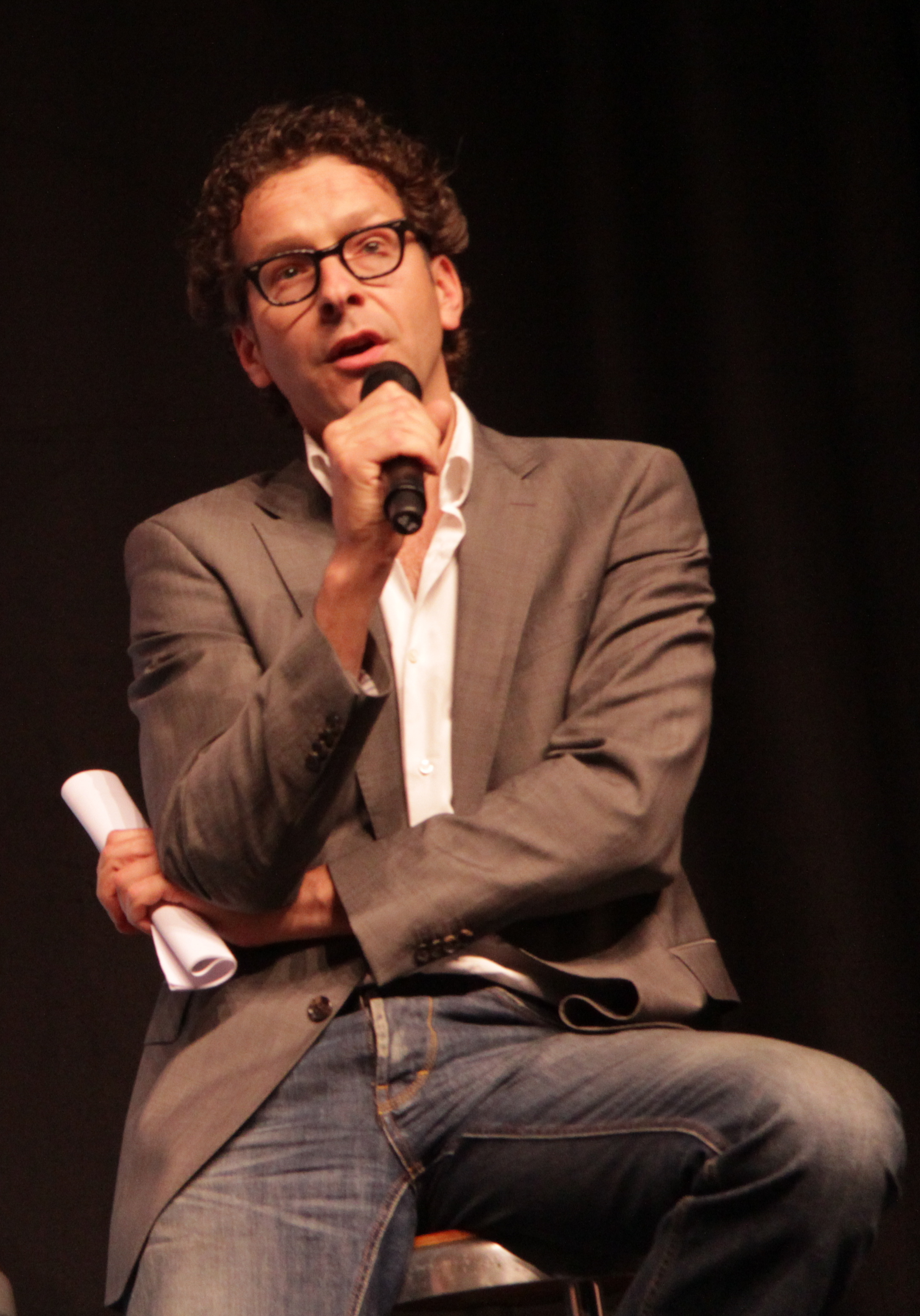
傑洛·戴松布倫

傑洛·戴松布倫，又译杰伦·戴塞尔布卢姆（荷蘭語：Jeroen Dijsselbloem，1966年3月29日—）是荷蘭工黨政治家（PvdA）。傑洛·戴松布倫自2012年11月5日擔任歐元集團主席，他自2013年1月21日開始擔任荷蘭財政大臣，自2013年2月11日開始擔任歐洲穩定機制（ESM）董事會主席。
傑洛·戴松布倫在荷蘭瓦赫寧根大學（1985-1991年）研究農業經濟。他曾擔任瓦赫寧根市議會的成員（1994-1997年）和荷蘭眾議院（2000-2002，2002-2012）代表。在2007年，他率領議會調查教育改革。